# Синхалит
Сингали́т (санскр. सिंहल: (sinhalaḥ) — Цейлон), синхалит — редкий минерал, борат магния и алюминия. Назван в связи с обнаружением в Шри-Ланке.

## Свойства
Кристаллы длиннопризматические. Двупреломление −0,038, дисперсия 0,018, плеохроизм отчётливый (зелёный — светло-коричневый — тёмно-коричневый). В качестве самостоятельного минерала был классифицирован в 1952 году. По физическим свойствам сходен с оливинами, но отличается по химическому составу. Встречается в виде галек, скатанных зёрен в россыпях. Образуется в богатых бором скарнах на стыке известняка с гранитом или гнейсом. Состав (%): MgO — 31,96; Al2O3 — 40,43; B2O3 — 27,61.

## Месторождения
Встречается в Шри-Ланке, Мьянме, России (Сибирь), США (штат Нью-Йорк), изредка в Канаде, Китае.

## Применение
Используется в ювелирном деле. Для огранки используются прозрачные образцы. Редкий коллекционный минерал. Внешне похож на хризоберилл, перидот, циркон.